# Josef Zotti
Josef Zotti (Borgo Valsugana, Tirol, 24 de junio de 1882 – Viena, 3 de noviembre de 1953) fue un arquitecto y diseñador austríaco.

## Biografía
Nacido en el seno de una familia de clase media, estudió en primer lugar en la Escuela Técnica Superior de Trabajo de la Madera en Bolzano. Tras finalizar con honores, se le concedió una beca que le permitió continuar sus estudios en Viena. En la capital austríaca continuó estudiando carpintería y ebanistería y posteriormente se trasladó a la Escuela de Artes Aplicadas, donde se graduó en arquitectura de la mano de Josef Hoffmann, coincidiendo en clase con Fritz Zeymer, entre otros.
Sus inicios en el mundo laboral se desarrollaron en el campo del diseño, trabajando en una serie de mobiliario de mimbre, basado en las ideas estéticas de Hoffmann y de los Wiener Werkstätte, que llegó a convertirse en un producto líder dentro de su sector en Europa Central. Aportó sus diseños de mobiliario para el equipamiento del Café Museum, el cual se mantuvo hasta 2003 cuando dichos muebles fueron trasladados a la colección de muebles del Museo Imperial, aunque en 2010 los nuevos regentes decidieron rediseñar el Café basándose en el estilo original de Zotti. Compaginó su actividad como diseñador con un puesto de profesor en el Museo Tecnológico de Artes Aplicadas de Viena.
Antes del estallido de la Primera Guerra Mundial se constituyó como arquitecto independiente. Los contactos que había cultivado durante su etapa como diseñador le sirvieron para recibir entonces numerosos encargos para construir instalaciones industriales, así como también residencias privadas para los ingenieros. Además, quedó exento en gran medida del servicio militar durante la contienda.
Tras la guerra, Zotti permaneció en Viena, donde continuó trabajando como arquitecto y diseñador, incrementando su éxito. A mediados de los años veinte comenzó a tratar con la teoría del color del químico Wilhelm Ostwald y buscó una normalización del mismo para extrapolarlo a la industria y el comercio.